# Tizen
 (août 2020).
Si vous disposez d'ouvrages ou d'articles de référence ou si vous connaissez des sites web de qualité traitant du thème abordé ici, merci de compléter l'article en donnant les références utiles à sa vérifiabilité et en les liant à la section « Notes et références ».
Tizen est un système d'exploitation open source multiplateformes, conçu pour un usage sur smartphones, tablettes, télévisions connectées et les équipements automobiles (In car entertainment (en), aussi surnommé IVI). Les composants logiciels principaux sont Linux, les Enlightenment Foundation Libraries (EFL) et WebKit. Les applications Tizen sont principalement des applications web, donc des applications HTML5 au sens large du terme, qui fonctionnent sans navigateur web et hors ligne. 
Tizen fait partie de la Linux Foundation. Le développement technique est dirigé par Intel et Samsung, la partie commerciale par la Tizen Association.

## Présentation

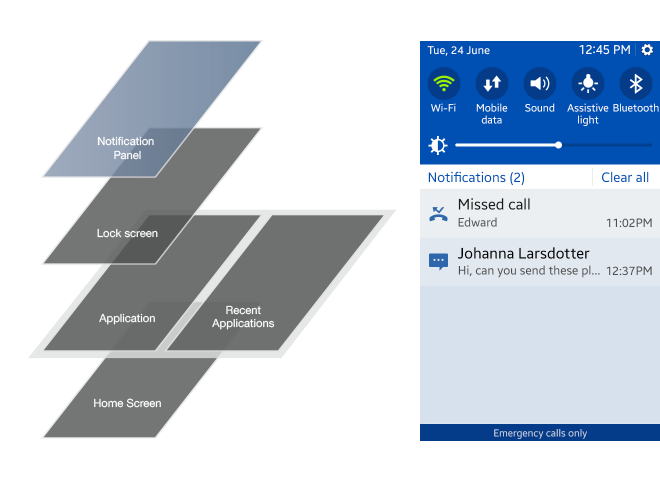
écran de notifications

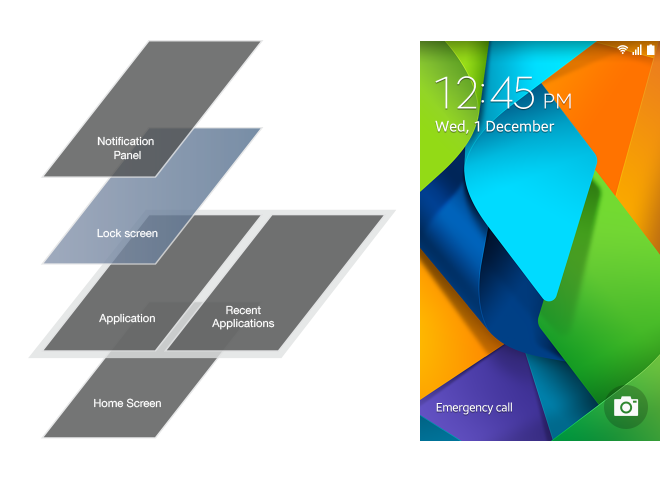
écran de veille

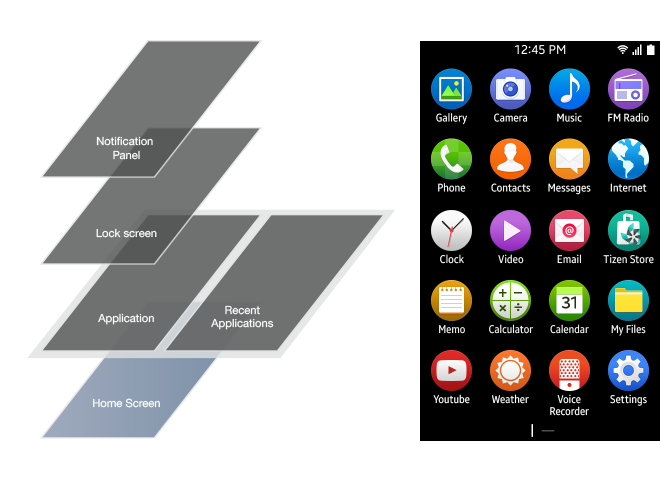
écran d'accueil sans arrière-plan

Tizen est l'aboutissement d'un long processus d'adoption de Linux par les fabricants.
Le groupe Samsung est à l'origine de Tizen, en collaborant avec le projet EFL et plus précisément son développeur principal, Carsten Haitzler dit « Rasterman ». Le projet est nommé Linux Mobile (LiMo) pendant de nombreuses années, puis rebaptisé Tizen en septembre 2011 lorsque Intel s'y est ajouté après son échec sur MeeGo[réf. nécessaire].
Contrairement à Android, Tizen est un projet décentralisé : chaque fabricant ou opérateur a une interface utilisateur spécifique, développée avec EFL[réf. nécessaire].
Tizen peut être important pour le noyau Linux, car les pilotes développés par Intel, Samsung, NEC, Nvidia et Texas Instruments doivent être libres. Firefox OS, de son côté, utilise les pilotes Android.
Tizen est le système d'exploitation des montres connectées Gear 2, Gear S3 et Gear S et capteur d'activité Gear Fit 2 de Samsung.

## Écosystème ouvert
L'objectif de Tizen est de créer un écosystème ouvert et multiplateforme, compatible avec Firefox OS et tous les navigateurs web.
La standardisation de l’écosystème HTML5 est réalisée dans le Core Mobile Web Platform Community Group (Coremob) dans lequel sont représentés les développeurs web, les fabricants, les opérateurs et les développeurs des navigateurs.
- HTML5 sur smartphones
- HTML5 sur tablettes
- HTML5 sur ordinateurs : les navigateurs web sont les plateformes principales, mais toutes les architectures Intel sont compatibles Tizen, qui peut donc s'installer sur PC[3].
- HTML5 sur téléviseurs : Tizen sur TV aura un impact sur les consoles de jeux à partir de 2015. L'aspect multiplateforme de Tizen le rend particulièrement attrayant pour les développeurs de jeux, que ce soit en natif ou en HTML5[4].
- HTML5 dans les véhicules : Tizen IVI est le système d'exploitation d'Automotive Grade Linux Workgroup.

Les applications Android sont compatibles Tizen grâce à un clone de la machine virtuelle Dalvik. La performance des applications Android sur Tizen est donc identique par rapport à Android. Deux services permettent aux développeurs de publier une application Android sur le Tizen Store : Infraware et OpenMobile.
En conclusion, Tizen donne accès à quatre types d'applications :
- les applications natives Tizen (C, C++, Python, Lua) ;
- les applications web, sans navigateur (HTML5, JavaScript) ;
- les applications hybrides ;
- les applications Android publiées sur le Tizen Store.